# Червона армія Японії
Червона армія Японії (яп. 日本赤軍, ніхон секіґун) — міжнародна ультраліва терористична організація нового лівого спрямування у Японії, яка існувала з 1971 по 2001 рік. Близько 1970 року вона відокремилася від Японської комуністичної ліги — Фракції Червоної армії. Метою угруповання було повалення японського уряду та монархії. Лідерка — Фузако Сіґенобу. Штаб-квартира перебувала на території Лівану. Розвідувальне управління громадської безпеки Японії вважає Ніхон Секіґун терористичною організацією.
У лютому 1971 року лідери Ніхон Секіґун прибули до Лівану, де встановили контакти з Народним фронтом визволення Палестини.
Ідеологія — засудження «радянського ревізіонізму» і підготовка світової революції за допомогою створення інтернаціонального фронту локальних партизанських червоних армій. Основними противниками революції члени Червоної армії Японії вважали світової капіталізм, сіонізм, Ізраїль, антиарабський рух, а також «радянський ревізіонізм».
Організація поділялась на три комітети — військовий, ідеологічний і організаційний. Організація формувалася з числа представників середнього класу і люмпен-пролетаріату.

## Історія

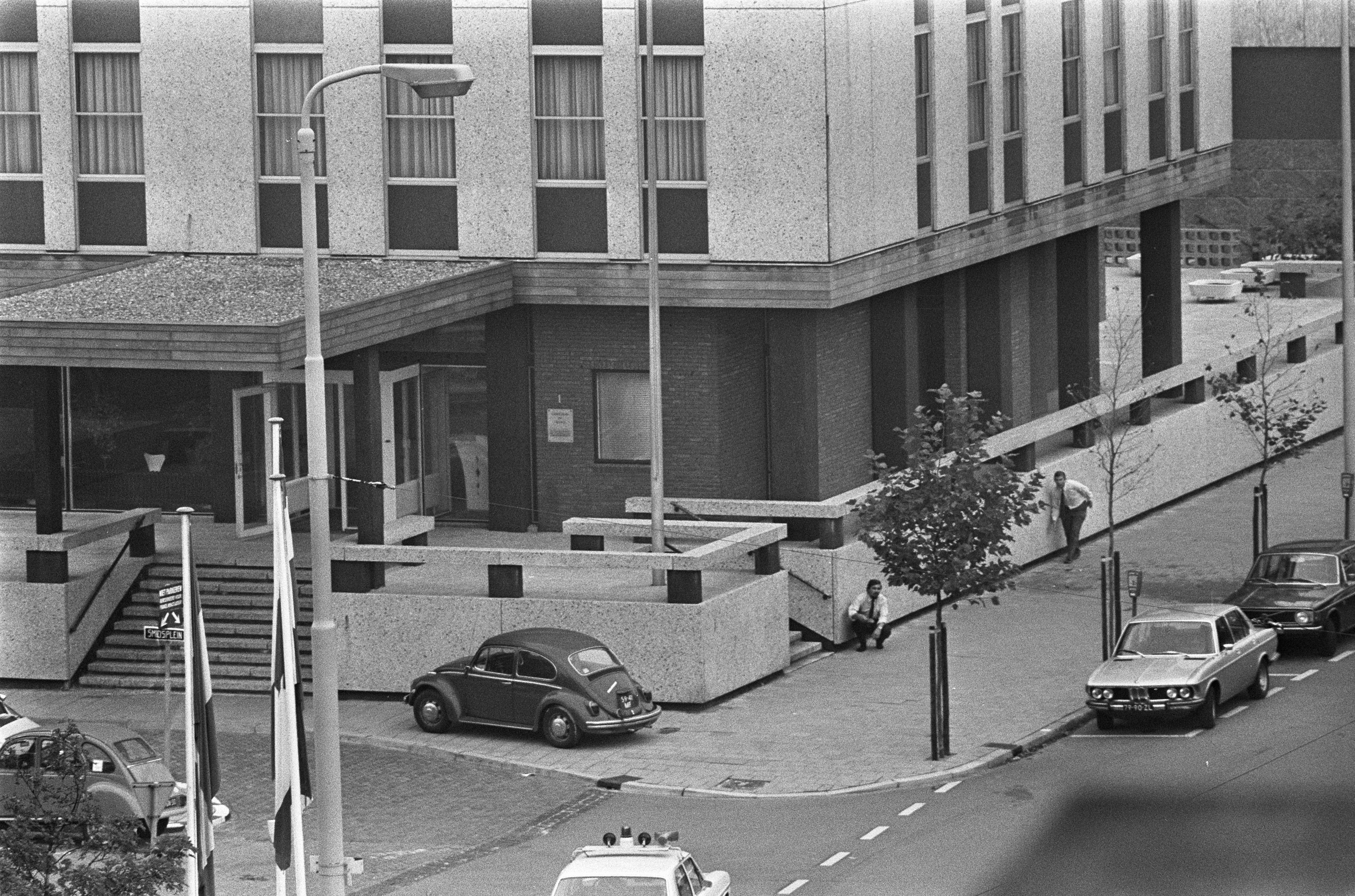
Агенти поліції біля будівлі французького посольства в Гаазі, захопленого членами Червоної армії Японії. 15 вересня 1974 року

- 1972, 30 травня — 3 члени організації, використовуючи автоматичну зброю, влаштували бійню в аеропорту ізраїльського міста Лод (нині аеропорт ім. Бен-Гуріона), в результаті теракту 26 людей загинули і 72 були поранені.
- 1974, січень — диверсія проти заводу «Шелл» у Сінгапурі.

13 вересня 1974 року — захоплення французького посольства в Гаазі.
4 серпня 1975 року група з п'яти озброєних бойовиків Японської Червоної Армії захопла будівлю філії найбільшої американської страхової компанії Гонконгу AIA Group в Куала-Лумпурі і зажадала звільнення раніше заарештованих учасників організації в обмін на 53 захоплених там заручників (серед яких були консул США Robert Stebbins і шведський дипломат Frederick Bergenstrahle). В ході захоплення будівлі нападники вистрілили в охоронця (який отримав вогнепальне поранення в голову, але вижив). Уряд Японії був змушений звільнити 5 ув'язнених і доставити їх в Куала-Лумпур. 7 серпня 1975 року всі заручники були відпущені, а екстремісти на наданому їм літаку DC-8 авіакомпанії «Japan Airlines» полетіли до Лівії.
28 вересня 1977 року після зльоту в Мумбаї група з п'яти бойовиків захопила літак DC-8 Авіакомпанії «Japan Airlines», 2 жовтня 1977 року 159 заручників були обміняні на шість заарештованих в Японії терористів і 6 мільйонів доларів. Терористи зникли в Алжирі.
14 травня 1986 року відбувся обстріл з мінометів японського, канадського та американського посольств в Джакарті.
12 квітня 1988 року в штаті Нью-Джерсі з трьома саморобними бомбами був заарештований Іу Кікумура якому було пред'явлено звинувачення в підготовці масового вбивств а (в лютому 1989 року влада США опублікувала офіційну заяву, що Кікумура планував підірвати пункт прийому рекрутів ВМС США на Манхеттені 14 квітня 1988 року — в річницю бомбардувань Лівії авіацією США).
14 квітня 1988 року, в річницю бомбардувань Лівії авіацією США, громадянин Японії Окудайра здійснив вибух в будинку відпочинку для військовослужбовців США (Неаполь, Італія), що перебував у підпорядкуванні Об'єднаних організацій обслуговування збройних сил (USO). У результаті загинуло 5 осіб (1 військовослужбовець ВМС США і 4 громадянина Італії) і були поранені 15 осіб (5 військовослужбовців ВМС США і 10 цивільних осіб).
У березні 1995 року в Бухаресті була затримана Юкіко Екіті, яка була депортована в Японію і арештована японською поліцією після того, як літак «Japan Airlines» виявився в повітряному просторі Японії (ще до приземлення в аеропорту Токіо).
24 березня 1996 року Йосімі Танака, який брав участь у викраденні японського авіалайнера Боїнг-727 в 1970 році, був заарештований в Камбоджі за звинуваченням у використанні фальшивих доларів США на одному з пляжних курортів Таїланду і переданий владі Таїланду, а в червні 1999 року — переданий Японії. У грудні 2000 року він був визнаний винним у викраденні літака і засуджений
У 1996 році в Непалі був заарештований Tsutomu Shirosaki (в 1986 році він обстріляв з міномета посольство США в Джакарті), він був переданий владі США і засуджений на 30 років тюремного ув'язнення. 16 січня 2015 року його було депортовано до Японії.
У лютому 1997 року в Бейруті було затримано п'ятьох членів Японської Червоної армії, яким було пред'явлено звинувачення у використанні підроблених паспортів. Уряд Японії вимагав від Лівану їх екстрадицію у Японію, затримані звернулися до уряду Лівану з проханням надати їм політичний притулок. У липні 1997 року вони були визнані винними у використанні підроблених документів і засуджені на три роки тюремного ув'язнення, після закінчення якого їх було вирішено відправити до Японії.
На початку грудня 1997 року в місті Санта-Крус (Болівія) за звинуваченням в участі у захопленні японського авіалайнера в 1977 році був затриманий Jun Nishikawa. Через кілька днів він був депортований до Японії.. Терористи, яким вдалося уникнути арешту, переховувались у Північній Кореї.
У листопаді 2000 року в місті Такацукі була заарештована лідер Японської Червоної армії Фусако Сигенобу і засуджена у 2006 році на 20 років ув'язнення.
У 2000 році було заявлено про розпуск Червоної армії Японії.
У 2001 році Державний департамент США викреслив Червону армію Японії зі списку чинних терористичних організацій.

## Назва
Вона також використовувала назву Антиімперіалістичні міжнародні бригади.

## Кількість членів
На своєму піку вона мала від 30 до 40 членів.

## Іноземна підтримка
Фінансувалася Сирією, Лівією та Північною Кореєю.